# Камден (Арканзас)
Камден (англ. Camden) — місто (англ. city) в США, в окрузі Вошіта штату Арканзас. Населення — 10 612 особи (2020).

## Географія
Камден розташований за координатами 33°34′4″ пн. ш. 92°50′57″ зх. д. / 33.56778° пн. ш. 92.84917° зх. д. (33.567672, -92.849064).  За даними Бюро перепису населення США в 2010 році місто мало площу 42,73 км², з яких 42,60 км² — суходіл та 0,13 км² — водойми.

## Демографія
Згідно з переписом 2010 року, у місті мешкали 12 183 особи в 5151 домогосподарстві у складі 3251 родини. Густота населення становила 285 осіб/км².  Було 5980 помешкань (140/км²). 
Расовий склад населення:
| - 56,0 % — чорних або афроамериканців - 40,7 % — білих - 0,5 % — азіатів - 0,3 % — корінних американців |

До двох чи більше рас належало 1,9 %. Іспаномовні складали 1,6 % від усіх жителів.
За віковим діапазоном населення розподілялося таким чином: 25,3 % — особи молодші 18 років, 57,3 % — особи у віці 18—64 років, 17,4 % — особи у віці 65 років та старші. Медіана віку мешканця становила 39,5 року. На 100 осіб жіночої статі у місті припадало 82,3 чоловіків;  на 100 жінок у віці від 18 років та старших — 77,6 чоловіків також старших 18 років.
Середній дохід на одне домашнє господарство  становив 39 740 доларів США (медіана — 25 256), а середній дохід на одну сім'ю — 48 201 долар (медіана — 34 770). Медіана доходів становила 38 665 доларів для чоловіків та 22 664 долари для жінок. За межею бідності перебувало 31,4 % осіб, у тому числі 48,8 % дітей у віці до 18 років та 16,3 % осіб у віці 65 років та старших.
Цивільне працевлаштоване населення становило 4573 особи. Основні галузі зайнятості: виробництво — 22,3 %, освіта, охорона здоров'я та соціальна допомога — 21,1 %, роздрібна торгівля — 15,1 %.